# Liste der denkmalgeschützten Objekte in Dorfbeuern
Die Liste der denkmalgeschützten Objekte in Dorfbeuern enthält die denkmalgeschützten, unbeweglichen Objekte der Gemeinde Dorfbeuern.

## Denkmäler
| Foto |                 | Denkmal                                                                             | Standort                                | Beschreibung | Metadaten |
| ---- | --------------- | ----------------------------------------------------------------------------------- | --------------------------------------- | --- | --- |
| ja   | Datei hochladen | Anlage Benediktinerkloster Michaelbeuern HERIS-ID: 110718 Objekt-ID: 128439         | Michaelbeuern 1 Standort KG: Dorfbeuern | → Hauptartikel : Benediktinerabtei Michaelbeuern f1 | BDA-Hist.: Q817039 Status: § 2a Stand der BDA-Liste: 2025-06-30 Name: Anlage Benediktinerkloster Michaelbeuern GstNr.: .72, 694, 696, .73, 664, .22 Abtei Michaelbeuern |
| ja   | Datei hochladen | Stiftskellerei HERIS-ID: 15096 Objekt-ID: 11334                                     | Michaelbeuern 2 Standort KG: Dorfbeuern | Der stattliche barocke Bau mit einem Krüppelwalmdach steht westlich der Abtei. Der Balkon der beiden hölzernen Dachgeschoße stammt aus dem 19. Jahrhundert. | BDA-Hist.: Q37770007 Status: § 2a Stand der BDA-Liste: 2025-06-30 Name: Stiftskellerei GstNr.: .70 Stiftskellerei Michaelbeuern                                         |
| ja   | Datei hochladen | Kath. Pfarrkirche hll. Nikolaus und Johannes d. T. HERIS-ID: 15091 Objekt-ID: 11329 | Standort KG: Dorfbeuern                 | Die einschiffige spätgotische Pfarrkirche steht im Südosten der Gemeinde. Das Langhaus ist im Kern romanisch, ebenso der Westturm, der im Jahr 1774 seinen Zwiebelturm erhielt. Das dreijochige Langhaus weist ein spätgotisches Vierrautensterngewölbe auf. Der Hochaltar stammt aus dem Jahr 1670, die Kanzel entstand 1868. | BDA-Hist.: Q37769961 Status: § 2a Stand der BDA-Liste: 2025-06-30 Name: Kath. Pfarrkirche hll. Nikolaus und Johannes d. T. GstNr.: 1428 Pfarrkirche Dorfbeuern          |